# Piper Perri
Piper Perri (Harrisburg, Pensilvania; 5 de junio de 1995) es el nombre artístico de una actriz pornográfica estadounidense.

## Biografía
Nació con el nombre Julienne Leda Frederico, en junio de 1995, en la ciudad de Harrisburg (mancomunidad de Pensilvania), en una familia con ascendencia irlandesa, italiana (de Sicilia), ucraniana y nativoamericana. A los tres meses de edad sus padres se divorciaron. Vivió desde entonces con su madre, con la que se mudó para vivir en diversos estados como Maryland, Florida, Luisiana o Texas.
Grabó su primera escena en la industria pornográfica el 5 de noviembre de 2014, siendo esta una de fetichismo de pies para una página web. A partir de su entrada, comenzó a trabajar con Bang Bros, Brazzers, Mofos, Reality Kings, Vivid, Digital Playground, Pure Taboo, X-Art, 3rd Degree, Elegant Angel, 21Sextury, Evil Angel o New Sensations.
Sobre su nombre, la actriz destaca que fue su agente quien le granjeó el nombre artístico con el que se la conoce en la industria. Aunque barajó nombres como el de Ashley Banks, acabó llamándose Piper Perri, en parte como homenaje al personaje de Piper Chapman de la serie Orange Is the New Black, a quien da vida Taylor Schilling.
En 2017 recibió sus dos primeras nominaciones en los Premios AVN en las categorías de Mejor actriz revelación y Mejor escena de sexo lésbico en grupo por la película Violation of Piper Perri.
Algunas películas de su filmografía son Bang My Braces, Blackzilla Rises 2, Coming Of Age, Cuties 9, Early 20's Fun, Evil Lesbian Stepmother, Good Little Girl, Lesbian Fantasies o Pure 6.
Se retiró en 2020, aunque posteriormente realizó trabajos puntuales. Llegó a grabar más de 430 películas como actriz.

## Premios y nominaciones
| Año  | Ceremonia                   | Resultado | Premio                                        | Trabajo                  |
| ---- | --------------------------- | --------- | --------------------------------------------- | ------------------------ |
| 2016 | Nightmoves                  | Nominada  | Mejor artista debutante                       | —                        |
| 2016 | Nightmoves Fan Awards       | Nominada  | Mejor artista debutante                       | —                        |
| 2016 | Spank Bank Awards           | Nominada  | Fun Sized Fuck Bunny                          | —                        |
| 2016 | Spank Bank Awards           | Nominada  | Countess of Contortionism                     | —                        |
| 2016 | Spank Bank Awards           | Nominada  | Tightest Twat                                 | —                        |
| 2016 | Spank Bank Technical Awards | Ganadora  | Able To Swallow Her Weight In Cum             | —                        |
| 2017 | Premios AVN                 | Nominada  | Mejor actriz revelación                       | —                        |
| 2017 | Premios AVN                 | Nominada  | Mejor escena de sexo lésbico en grupo         | Violation of Piper Perri |
| 2017 | Premios AVN                 | Nominada  | Premio fan: Debutante más caliente            | —                        |
| 2017 | Premios AVN                 | Nominada  | Premio fan: Estrella mediática                | —                        |
| 2017 | Spank Bank Awards           | Nominada  | Born To Hand Job                              | —                        |
| 2017 | Spank Bank Awards           | Nominada  | Fun Sized Fuck Toy                            | —                        |
| 2017 | Spank Bank Awards           | Nominada  | Most Fuckable Feet                            | —                        |
| 2017 | Spank Bank Awards           | Nominada  | Newcummer of the Year                         | —                        |
| 2017 | Premios XBIZ                | Nominada  | Mejor escena de sexo en película de todo sexo | Interracial Teens        |
| 2017 | Premios XRCO                | Nominada  | Mejor debutante                               | —                        |
| 2018 | Premios AVN                 | Nominada  | Mejor escena de sexo en realidad virtual      | Sorority Hookup Part 2   |
| 2018 | Premios AVN                 | Nominada  | Premio fan: Artista femenina favorita         | —                        |
| 2018 | Spank Bank Awards           | Nominada  | Blowbang / Bukkake Badass of the Year         | —                        |
| 2018 | Spank Bank Awards           | Nominada  | Fun Sized                                     | —                        |
| 2018 | Spank Bank Awards           | Nominada  | Gloryhole Guru of the Year                    | —                        |
| 2018 | Spank Bank Awards           | Nominada  | Tightest Vag                                  | —                        |
| 2018 | Spank Bank Awards           | Nominada  | VR Star of the Year                           | —                        |
| 2018 | Premios XBIZ                | Nominada  | Mejor escena de sexo en película vignette     | Cumming of Age           |
| 2018 | Premios XBIZ                | Nominada  | Mejor escena de sexo en realidad virtual      | An Action is a Go!       |
| 2019 | Premios AVN                 | Nominada  | Mejor actriz en mediometraje                  | Fuck Me First Daddy      |
| 2019 | Premios AVN                 | Nominada  | Premio fan: Artista femenina favorita         | —                        |
| 2019 | Spank Bank Awards           | Nominada  | Countess of Contortionism                     | —                        |
| 2019 | Spank Bank Awards           | Nominada  | Tiniest Vag                                   | —                        |